# تد مردیت
تد مردیت (انگلیسی: Ted Meredith؛ ۱۴ نوامبر ۱۸۹۱ – ۲ نوامبر ۱۹۵۷) دونده اهل ایالات متحده آمریکا بود.
وی در مسابقات کشوری و بین‌المللی در مجموع برندهٔ ۲ مدال طلا شده‌است.